# Gu Cheng

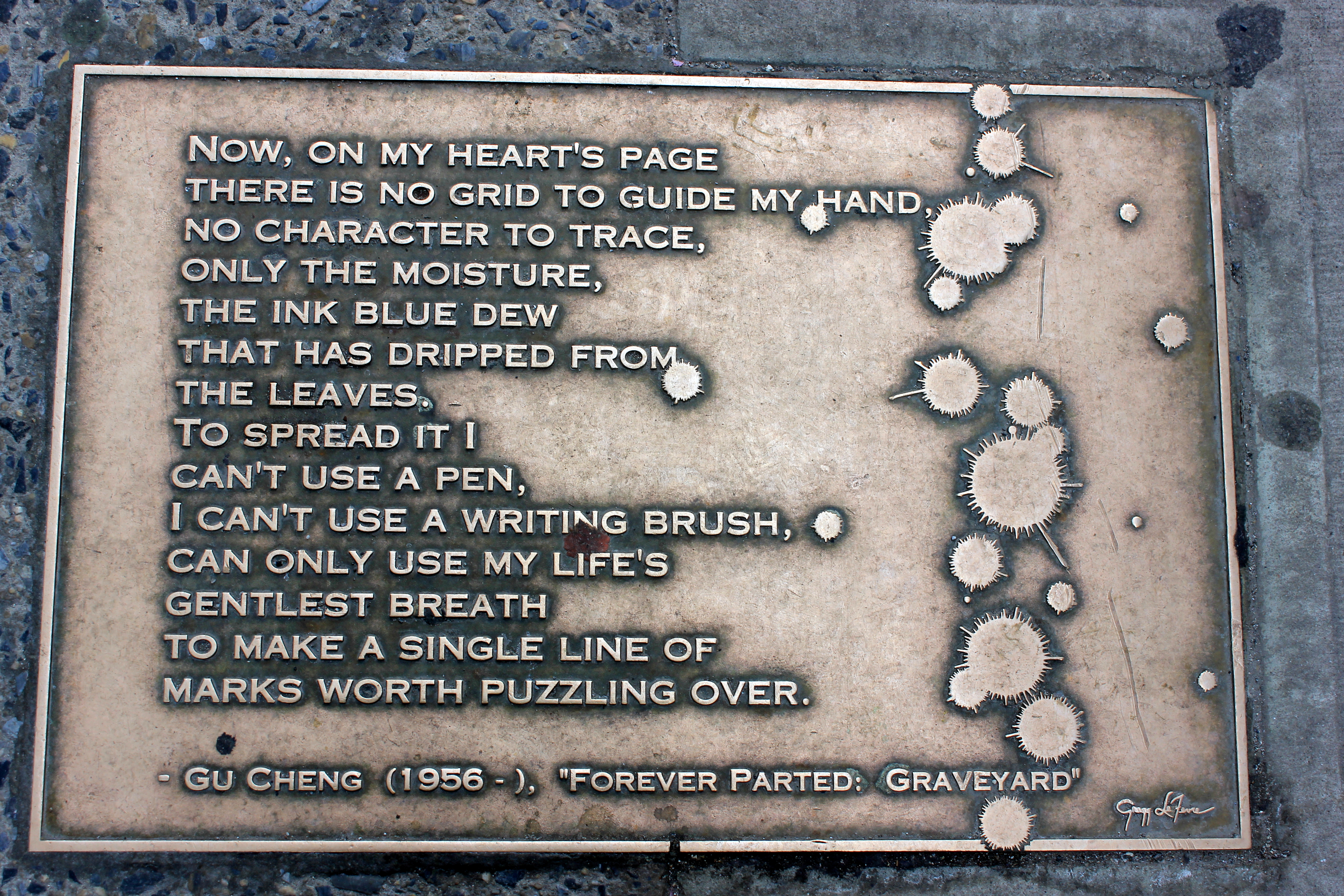
Poema de Gu Cheng en Nueva York

Gu Cheng (en chino tradicional, 顧城; en chino simplificado, 顾城: 顾城; chino tradicional: 顧城; 24 de septiembre de 1956 – 8 de octubre de 1993) fue un poeta chino, ensayista y novelista. Fue un miembro prominente de los Poetas brumosos, un grupo de poetas modernistas chinos.

## Biografía
Gu Cheng nació en Beijing el 24 de septiembre de 1956. Fue el hijo de un miembro prominente del partido comunista y el poeta de ejército Gu Gong. A los doce, su familia fue enviada a la zona rural de Shandong debido a la Revolución Cultural dónde criaron cerdos.
A finales de los años setenta, Cheng se acercó a la revista Hoy (Jintian), empezando un movimiento en la poesía conocido como menglong, que significa ‘brumoso’ u ‘oscuro’. Se convirtió en una celebridad internacional y viajó por muchas partes del mundo con su esposa, Xie Ye. Ambos se mudaron a Rocky Bay,un pueblo pequeño en la Isla Waiheke, Auckland, Nueva Zelanda, en 1987. Cheng dio clases de chino en la Universidad de Auckland.
En octubre de 1993, Gu Cheng atacó su mujer con una hacha antes de ahorcarse. Ella murió más tarde en el camino a un hospital. La historia de su muerte fue ampliamente cubierto en los medios de comunicación chinos.

## «Una generación»
El poema de dos líneas titulado «Una generación» («一代人») es quizás la obra más famosa de Gu Cheng.

## Obras
Gu Cheng. Poemas oscuros. Beijing: China Intercontinental Press, 2014. Estudio preliminar, notas y traducción del chino de Javier Martín Ríos (revisión del español de Sun Xintang).